# Rosales Rocks
Die Rosales Rocks (englisch für spanisch Rocas Rosales) sind eine Gruppe von Klippenfelsen im Archipel der Südlichen Shetlandinseln. Sie liegen im Nordwesten der Discovery Bay von Greenwich Island zwischen Punta Hermosilla und Punta Troncoso westnordwestlich des Bonert Rock.
Wissenschaftler der 1. Chilenischen Antarktisexpedition (1946–1947) nahmen dort Vermessungen vor und benannten sie nach einem Offizier an Bord der Iquique bei dieser Forschungsreise. Das UK Antarctic Place-Names Committee übertrug diese Benennung 2005 ins Englische.